# Jackie Flavelle
Jackie Flavelle (* 28. Oktober 1938 in Belfast; † 25. September 2017 in Donaghadee, County Down als John Flavelle) war ein britischer Blues- und Jazz-Musiker (Kontrabass, E-Bass, auch Gesang).

## Leben und Wirken
Jackie Flavelles Mutter Annie starb kurz nach seiner Geburt und auch sein Vater David fiel 1944 im Zweiten Weltkrieg, als Flavelle gerade einmal 5 Jahre alt war. Als Vollwaise wuchs er daraufhin im Norden von Belfast in der Antrim Road bei seinem Onkel William John „Billy“ Flavelle auf, der mehrere Bands und Chöre leitete und ihn so für Musik begeisterte. 1946 wurde Flavelle schließlich Teil der erfolgreichen Flötengruppe seines Onkels, der Ulster Amateur Flute Band. Auch als er das College, die Royal Belfast Academical Institution, besuchte, spielte er Flöte im dortigen Orchester.
Vom Skiffle und Lonnie Donegan beeinflusst, wechselte er nach seiner Schulzeit zum Kontrabass und spielte zunächst an den Wochenenden in Dixieland-Bands und in Showbands, während er unter der Woche als Buchhalter bei der York Street Fax Linen Company arbeitete. 1959 wurde er Mitglied im Dave Glover Orchestra und war dabei einer der ersten Bassisten, die auch E-Bass spielten. Nach Zerwürfnissen mit Dave Glover spielte Flavelle zeitweise bei den Johnny Quigley All Stars, mit Johnny and the Jokers aus Londonderry und mit den Swingtime Aces aus Athenry.
Nachdem ihn der erfolgreiche britische Jazzbandleader Chris Barber und seine Frau Ottilie Patterson 1964 spielen hörten, boten sie Flavelle ein Engagement in der Big Chris Barber Band an, wo er seit Mai 1967 festes Mitglied war. Zusammen mit dieser Band ging er auf Welttourneen und spielte an der Seite von Rod Stewart, Paul McCartney, David Bowie, Ray Nance, Wild Bill Davis, Jimi Hendrix, Free, Dr. John und The Doors. Zu einigen dieser weltbekannten Musiker entstanden enge Freundschaften, sodass Flavelle auch bei Rod Stewarts Song „Dixie Toot“ auf dem Album Smiler (1974) mitwirkte. Flavelle selbst hatte bereits 1972 ein Soloalbum unter dem Titel Admission Free (York Records) veröffentlicht. Neben Konzerten auf der ganzen Welt gehörten zu seiner Zeit bei der Big Chris Barber Band auch Auftritte auf dem Reading Festival oder im Londoner Marquee Club.
1977 entschieden sich Jackie Flavelle und seine Frau Noreen, die bisher in London gelebt hatten, nach Nordirland zurückzukehren, um ihren beiden Töchtern Lisa und Melanie eine behütete Kindheit zu ermöglichen. Dazu gehörte auch, dass Favelle im Juli 1977 aus der Big Chris Barber Band austrat. Auch wenn er nun in Donaghadee seinen Wohnsitz hatte, plante er trotzdem weiterhin internationale Projekte mit Jazz- und Bluesmusikern wie Philip Walker und Guitar Shorty. Daneben leitete er die Formation Blues Experience und war Mitglied in der lokalen Jazzband Giant Steps. Ab 2002 spielte er im Ulster Scots Folk Orchestra und moderierte seine eigene Sendung Jackie's Jazz and Blues bei Downtown Radio in Newtownards. Bei diesem Sender war Flavelle außerdem auch Programmkoordinator und Pressesprecher und arbeitete als Musikjournalist bei den „Sunday News“ mit.
Im August 2010 begann Flavelle wieder bei der Big Chris Barber Band mitzuspielen und war auch erneut außerhalb der Grenzen des Vereinigten Königreichs zu hören, zum Beispiel 2013 auf dem Lahnsteiner Bluesfestival. Im Bereich des Jazz war er zwischen 1967 und 2013 an 88 Aufnahmesessions beteiligt, neben der Barber-Band auch mit Don Ewell, Russell Procope/Wild Bill Davis (1976). Nachdem er im August 2017 aus gesundheitlichen Gründen aus der Big Chris Barber Band ausgestiegen war, starb er nur wenige Wochen später, am 25. September 2017 im Alter von 78 Jahren in Donaghadee.

## Belege
1. ↑  Funeral of celebrated jazz musician Jackie Flavelle to take place at Roselawn Crematorium, irishnews.com, 27. September 2017, abgerufen am 31. Oktober 2018
2. 1 2 3  Ivan Little: Jackie Flavelle, Northern Ireland jazzman who played with the greats, dies aged 78. Belfast Telegraph, 19. November 2018, abgerufen am 28. Oktober 2018 (englisch).
3. ↑  Ancestry, Großbritannien, Wählerregister 2002-2010.
4. 1 2 3 4 5  Jackie Flavelle. ChrisBarber.net, 1. Oktober 2018, abgerufen am 28. Oktober 2018 (englisch).
5. ↑  Stuart Bailie: Jackie Flavelle, Bass of Ages. In: dig with it. 19. August 2017, abgerufen am 25. Februar 2024 (englisch).
6. ↑  Mit Pat Halcox (tp), Chris Barber (trb), John Crocker (as), Mick Weaver (p), John Slaughter (el-g), Steve Hammond, Henry McCullough (git), Jackie Flavelle (el-b,vcl), Barry De Souza (dr).
7. ↑  Tom Lord: The Jazz Discography (online, abgerufen am 1. November 2018)

| Personendaten    | Personendaten                     |
| ---------------- | --------------------------------- |
| NAME             | Flavelle, Jackie                  |
| KURZBESCHREIBUNG | britischer Jazz- und Bluesmusiker |
| GEBURTSDATUM     | 28. Oktober 1938                  |
| GEBURTSORT       | Belfast                           |
| STERBEDATUM      | 25. September 2017                |
| STERBEORT        | Donaghadee, County Down           |